# Октябрьская улица (Минск)
Октябрьская улица (бел. Кастрычніцкая вуліца) — улица в историческом центре Минска. Проходит от Ульяновской улицы до улицы Ленина.

## История
Улица проходила по территории исторического Ляховского предместья, известного с XVI века. С 1804 года улица называлась Нижне-Ляховской. В этом предместье в конце XIX века благодаря удачному расположению (близости реки и железной дороги) сформировался промышленный район: построены кожевенные мастерские, дрожжево-паточный и винокуренный заводы, а в начале XX века — металлообрабатывающий завод. После Октябрьской революции переименована в улицу Ворошилова в честь К. Е. Ворошилова. Во время немецкой оккупации называлась "In der Schleife", т. е. «в петле, в излучине реки», в 1944 году возвращено имя Ворошилова. В 1961 году переименована в Октябрьскую.
В 2020 году многие заведения были закрыты после проверок из-за участия в забастовке 26 октября.

## Описание
Октябрьская улица проходит на юго-восток от Ульяновской улицы, пересекает по мосту Свислочь и заканчивается, сливаясь с улицей Ленина. Нумерация домов — от Ульяновской улицы. С 1933 года по улице проходила трамвайная линия, по которой с 1975 года осуществлялось движение трамвайного маршрута № 2. 1 февраля 2015 года маршрут был закрыт, а в 2018 году начался демонтаж трамвайной линии на улице.

## Примечательные здания и сооружения
Улица частично сохранила промышленную застройку конца XIX — начала XX века.
По нечётной стороне
- № 5 — концертный зал «Минск».
- № 15 — винокуренный завод (ныне винно-водочный завод «Кристалл»). Основан в 1893 году[1]. Историко-культурная ценность.
- № 19 — бывший кожевенный завод «Большевик». Основан в 1895 году как кожевенные мастерские[1]. Историко-культурная ценность.

По чётной стороне
- № 4, 6, 8а, 10, 10а — студгородок Белорусского государственного университета.
- № 14 — дрожжевой завод. Главный корпус построен в 1891 году[1]. Историко-культурная ценность.
- № 16 — металлообрабатывающий (ныне станкостроительный) завод. Основан в 1907 году[1]. Историко-культурная ценность.

## Интересные факты
В фильме «Стиляги» в перспективу Октябрьской улицы вставили московскую высотку.